# Resolutie 2155 Veiligheidsraad Verenigde Naties
Resolutie 2155 van de Veiligheidsraad van de Verenigde Naties werd op 27 mei 2014 unaniem aangenomen door de VN-Veiligheidsraad en verlengde de UNMISS-vredesmacht in Zuid-Soedan met een half jaar.

## Achtergrond
In 2011 was Zuid-Soedan na decennia van conflict om het olierijke gebied onafhankelijk geworden van Soedan. Eind 2013 ontstond echter een politieke crisis tussen president Salva Kiir en voormalig vicepresident Riek Machar die uitdraaide op etnisch geweld en moordpartijen. Ten tijde van resolutie 2132 zochten al 45.000 mensen bescherming bij de bases van de UNMISS-vredesmacht in het land en VN-medewerkers ontdekten ook massagraven.

## Inhoud
De politieke-, veiligheids- en humanitaire situatie in Zuid-Soedan gingen snel achteruit door het politiek conflict binnen de Soedanese Volksbevrijdingsbeweging (SPLM) en het geweld dat door de politieke- en militaire leiders werd veroorzaakt. Daarbij werden de mensenrechten geschonden en waren ook velen op de vlucht geslagen.
De Intergouvermentele Ontwikkelingsautoriteit (IGAD) had een dialoog gestart en alle partijen werden geacht aan dit proces deel te nemen. Deze organisatie had op 23 januari 2014 ook al een staakt-het-vuren tot stand gebracht en op 9 mei was het Akkoord om de Crisis in Zuid-Soedan op te Lossen ondertekend. Er was ook het Toezichts- en Verificatiemechanisme (MVM) dat de naleving van het staakt-het-vuren moest controleren.
Men veroordeelde het gebruik van radio om haatberichten te verspreiden en aan te zetten tot seksueel geweld tegen een bepaalde bevolkingsgroep. De overheid werd opgeroepen hiertegen op te treden. Verder werden aanvallen van overheids- en oppositietroepen tegen de UNMISS-vredesmacht en op olie-installaties en tegen oliebedrijven veroordeeld. Daarnaast was men ook bezorgd over het gebruik van clustermunitie.
Het mandaat van UNMISS werd verlengd tot 30 november 2014. De missie kreeg de bijkomende opdracht om bescherming te verlenen aan het MVM en de uitvoering van de gesloten akkoorden te ondersteunen. Het civiele component van de vredesmacht werd afgeslankt. UNMISS werd voorts gevraagd haar aanwezigheid op het terrein te vergroten en meer te patrouilleren in de conflictgebieden.

## Verwante resoluties
- Resolutie 2109 Veiligheidsraad Verenigde Naties (2013)
- Resolutie 2132 Veiligheidsraad Verenigde Naties (2013)
- Resolutie 2179 Veiligheidsraad Verenigde Naties
- Resolutie 2187 Veiligheidsraad Verenigde Naties

Lijst ·  2133 ·  2134 ·  2135 ·  2136 ·  2137 ·  2138 ·  2139 ·  2140 ·  2141 ·  2142 ·  2143 ·  2144 ·  2145 ·  2146 ·  2147 ·  2148 ·  2149 ·  2150 ·  2151 ·  2152 ·  2153 ·  2154 ·  2155 ·  2156 ·  2157 ·  2158 ·  2159 ·  2160 ·  2161 ·  2162 ·  2163 ·  2164 ·  2165 ·  2166 ·  2167 ·  2168 ·  2169 ·  2170 ·  2171 ·  2172 ·  2173 ·  2174 ·  2175 ·  2176 ·  2177 ·  2178 ·  2179 ·  2180 ·  2181 ·  2182 ·  2183 ·  2184 ·  2185 ·  2186 ·  2187 ·  2188 ·  2189 ·  2190 ·  2191 ·  2192 ·  2193 ·  2194 ·  2195